# Polipodiàcies
Les polipodiàcies (Polypodiaceae) són una família de falgueres de l'ordre Polypodiales, que inclou 65 gèneres que contenen al voltant de 1000 espècies. Gairebé totes són epífites, però algunes són plantes terrestres.

## Característiques
Aquesta família es caracteritza per tenir rizomes llargs i recoberts d'esquames de color brunenc. Els pecíols són erectes o més rarament reptants i tenen 3 grans solcs. Les frondes solen ser pinnatífides sense pèls i amb les pinnes senceres o dentades.
Les espècies de polipodiàcies són subcosmopolites per bé que sovint es troben en climes humits, generalment en selves tropical. Als Països Catalans, atenent al nou criteri més restrictiu de Flora Ibèrica, hi ha un sol gènere (Polypodium) amb 3 espècies. Els sorus són arrodonits, sense indusi, daurats i es disposen en dues fileres paral·leles al nervi mitjà.

## Taxonomia
La família Polypodiaceae inclou 65 gèneres repartits en sis subfamílies:
- Subfamília Loxogrammoideae H.Schneid. (2 gèneres)
- Subfamília Platycerioideae B.K.Nayar (2 gèneres)
- Subfamília Drynarioideae Crabbe, Jermy & Mickel (6 gèneres)
- Subfamília Microsoroideae B.K.Nayar (12 gèneres)
- Subfamília Polypodioideae Sweet (9 gèneres)
- Subfamília Grammitidoideae Parris & Sundue (33 gèneres)